# دو تا خفن
دو تا خفن (انگلیسی: The Terrible Two) مجموعه کتابی متشکل از چهار رمان است. دو قهرمان داستان مایلز مورفی و نیلز اسپارکس، در یک کلاس در آکادمی علوم و ادبیات دره یاونی هستند. این مدرسه دولتی محلی در دره یاونی است، شهری در منطقه‌ای روستایی که به‌نظر می‌رسد صنعت اصلی آن گاوهای شیری باشد. مایلز و نایلز که در اصل رقیب یکدیگر بودند، متوجه می‌شوند که علاقۀ مشترکی به شوخی دارند و شروع به شوخی‌های مفصلی می‌کنند که اغلب هدفشان بری بارکین، مدیر آکادمی علوم و ادبیات دره یاونی است.
این مجموعه توسط جوری جان و مک بارنت نوشته شده است، با تصویرگری کوین کورنل و توسط هری ان. آبرامز منتشر شده است. چهار کتاب این مجموعه عبارتند از: دو تا خفن (۲۰۱۵)، دو تا خفن، خفن‌تر می‌شوند (۲۰۱۶)، دو تا خفن تابستان خود را چگونه گذراندند؟ (۲۰۱۸) و آخرین خنده‌ی دو تا خفن (۲۰۱۸).